# Bureau Inlichtingen
Het Bureau Inlichtingen (BI) was een Nederlandse militaire inlichtingendienst belast met de Nederlandse spionage tijdens de Tweede Wereldoorlog. Het werkte nauw samen met de Britse Secret Intelligence Service (SIS). Na de bevrijding van Nederland werd het Bureau Inlichtingen ontbonden.

## Geschiedenis
In de periode voor november 1942 kwam het systematisch verzamelen van inlichtingen uit bezet Nederland bij de Nederlandse regering in Londen moeizaam van de grond. Verschillende inlichtingendiensten werden na elkaar opgericht en vervolgens weer wegens gebrek aan resultaten ontbonden.
Na de opheffing van de Centrale Inlichtingendienst (CID) werd bij Koninklijk Besluit van 28 november 1942 het Bureau Inlichtingen (BI) opgericht. Het BI ressorteerde onder de minister van Oorlog. Majoor H.G. Broekman werd tot hoofd van het 'nieuwe' Bureau Inlichtingen aangesteld. De taak van het BI was, aldus de tekst in het desbetreffende Koninklijk Besluit: "Het inwinnen, verzamelen en doorgeven ter bevoegder plaatse van alle inlichtingen, welke van belang zijn voor de handhaving van de rust en veiligheid van het koninkrijk, de oorlogvoering en de daaruit voortvloeiende deelneming aan de geallieerde oorlogvoering, alsmede voor de voorbereiding tot het heroveren van het Nederlands grondgebied en het herstel en het behoud van het wettig gezag daarover".

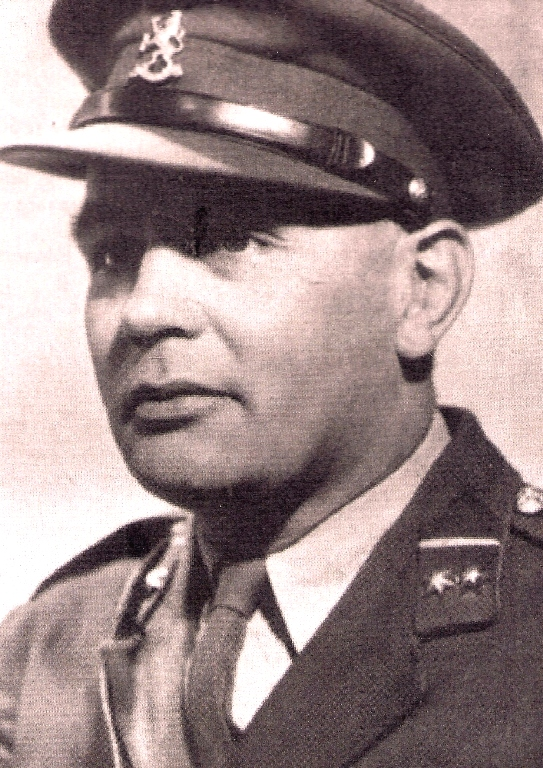
Jan Marginus Somer

In januari 1943 werd kapitein Jan Marginus Somer bij het BI belast met de opleiding en uitzending van de agenten naar bezet Nederland. Na een inventarisatie van de problemen besloot Somer om de opvang van Engelandvaarders in Madrid te verbeteren. Het BI opende in Madrid een dependance. Mr. Harry Linthorst Homan (1905-1989) kreeg de leiding over de Buitenpost Madrid.
Op 12 februari 1943 werd de tweede luitenant Gijs de Jong in de staf van het BI opgenomen. De Jong was een oud-leerling van Somer. De Jong werd verbindingsofficier en hij was belast met de werving en selectie van de agenten. Hij was de uitdenker van de te volgen tactiek en hij bedacht de codenamen van de agenten. Bovendien was hij een voortreffelijk codeur.

## Berichtenwisseling met bezet Nederland
In een instructie van 5 augustus 1943 van de minister van Oorlog, werd bepaald dat alleen het BI de geheime berichtenwisseling met bezet gebied mocht verzorgen. Door deze instructie kreeg het BI een zeer nauwe band met de Ordedienst (OD). Bij de OD lag de nadruk vanaf de oprichting op de voorbereiding van de situatie die bij het vertrek van de vijand zou ontstaan. Hoewel dit enigszins gewapend optreden uitsloot, betekende het wel dat het uitwisselen van gegevens met de Nederlandse regering een centrale plaats bij de leiding van de OD innam. Van het begin af aan was voor het BI de OD een organisatie met een duidelijke structuur en continuïteit waarmee zaken kon worden gedaan. De achtergrond van de goede samenwerking tussen de OD en het BI was van organisatorische aard en niet vanwege de affiniteit met de aan de OD toegeschreven antidemocratische ideeën. Na de April-meistakingen van 1943 was ook door de Raad van Verzet (RVV) in de loop van het jaar diverse malen telegrafisch om hulp van de Nederlandse regering in ballingschap in Londen verzocht. Reacties hierop waren uitgebleven, tot de afgevaardigde Andries Ausems van deze organisatie eind 1943 naar Londen reisde. Het gevolg van al die toenemende dringende verzoeken was dat minister-president Pieter Sjoerds Gerbrandy het BI opdroeg als intermediair tussen de Nederlandse regering in Londen en de RVV op te treden.
Op 26 juli 1943 werd de inmiddels tot majoor bevorderde Somer benoemd tot hoofd van het BI. Onder zijn leiding groeide het BI uit tot een goede inlichtingenorganisatie. Bij de werving van de agenten kreeg het BI de eerste keus uit de daarvoor in aanmerking komende Engelandvaarders. Het hoofdkwartier van het BI was gehuisvest in Lowndes Square in Knightsbridge, ten zuiden van Hyde Park, in Londen. Van hieruit werden de contacten onderhouden met de buitenposten in Stockholm, Bern, Genève, Madrid en Lissabon.

### Radiocontact met spionage- en verzetsgroepen
Vanaf maart 1943 stond het BI vanuit Londen in vast radiocontact met spionage- en verzetsgroepen in bezet Nederland. De voornaamste hiervan waren Groep Kees, Groep Blaauw-Rinus (B-R), de Geheime Dienst Nederland (GND), Groep Harry, Groep Peggy en Groep Rolls Royce.

Na de parachutering van de agenten Henk de Jonge (11 maart 1943) en Louis d’Aulnis (11 juni 1943) werkten deze spionagegroepen nauw samen met Groep Albrecht en Groep Packard. Door hun grote militaire en maatschappelijke netwerken bouwden de beide agenten binnen bezet Nederland een spionagenetwerk op dat de basis legde voor de latere werkzaamheden van het BI.

### Koerierslijnen
De parachutering van de agent Piet Gerbrands (23 maart 1943) had tot gevolg dat het BI een sterke band kreeg met de organisaties die gespecialiseerd waren in het onderhouden van koerierslijnen naar Zwitserland zoals: De Weg A, Fiat Libertas, de Witte Brigade, en de verzetsgroep van Allard Oosterhuis (1902-1967) De Zweedse Weg.
Evenzo ging het BI, door bevordering van de onderlinge samenwerking, ook coöperatief te werk met onder meer het College van Vertrouwensmannen, Vrij Nederland, het Nationaal Steun Fonds en de Landelijke Organisatie voor Hulp aan Onderduikers (LO).

### Zendgroepen
Om de radioverbindingen tussen de spionage- en verzetsgroepen in bezet Nederland te optimaliseren stelde het BI zendgroepen samen. De zendgroepen werden samengesteld uit radiotelegrafisten die door het BI boven bezet Nederland werden geparachuteerd. Voorbeelden hiervan waren; de Zendgroep Barbara, de Zendgroep BI-Radiodienst, de Zendgroep Vuurtoren en de Zendgroep Oost. De radiotelegrafisten van de zendgroepen verzorgden het radiocontact tussen de spionage- en verzetsgroepen en het BI en de Nederlandse regering in Londen. De Zendgroep Barbara verzorgde het radiocontact ten behoeve van de Ordedienst. De Zendgroep BI-Radiodienst verzorgde het radiocontact ten behoeve van de Raad van Verzet. De lokale radiotelegrafisten van de Radiodienst van de Raad van Verzet waren hen hierbij behulpzaam. De Zendgroep Vuurtoren verzorgde het radiocontact ten behoeve van de spionagegroep Albrecht en de Groep Packard. De Zendgroep Oost verzorgde het radiocontact ten behoeve van de Raad van Verzet en de samenwerkende verzetsgroepen in Twente en Overijssel. De Zendgroep Oost was samengesteld uit medewerkers van de Radiodienst van de Raad van Verzet.

### De radioverbindingen met Londen en Eindhoven
Het radiocontact met het BI in Londen geschiedde via de operator van het BI. De operator zat in een verkenningsvliegtuig van de RAF dat boven de Biesbosch en de Noordzee cirkelde. Na de bevrijding van Eindhoven vestigde luitenant-kolonel Somer zich op 19 september 1944, met majoor Charles van Houten en een gedeelte van de staf van het BI, in het Van Abbemuseum in Eindhoven. Zodoende werden de contacten met Prins Bernhard, het Militair Gezag (1944-1946) en de OD geïntensiveerd. Majoor C.Fock bleef met het overgebleven gedeelte van de staf in Londen achter. Vanaf dat moment waren er binnen het BI twee soorten verbindingen. Er was sprake van een binnenlands communicatienet ten behoeve van de militaire berichtgeving naar het BI in Eindhoven, en er bestond een mogelijkheid om telegrammen, de zogenaamde economische en politieke berichtgeving, in de richting van het BI en de Nederlandse regering in Londen te verzenden. Het verkenningsvliegtuig van de RAF met de operator van het BI cirkelde vanaf dat moment ook boven het zuiden van Nederland. Als dienstdoende operators traden op; kapitein Gijs de Jong en eerste luitenant Piet Gerbrands.

### Binnenlands radionet
Vanaf Eindhoven was rechtstreeks radiocontact met het hoofdkwartier van de OD in Amsterdam. Het BI in Eindhoven maakte gebruik van de oude radioverbindingen van het binnenlands radionet van de OD. Het BI was evenzo in staat om vanuit Eindhoven een verbinding te onderhouden via de binnenlandse radionetten van de Radiodienst van de Raad van Verzet, de OD en in mindere mate met de Landelijke Knokploegen (LKP). Aan het einde van de oorlog werden de verbindingsmogelijkheden uitgebreid met het telefoonnet van de Provinciale Elektriciteitscentrales en het telefoonnet van de Nederlandse Spoorwegen (NS). Het telefoonnet van de NS was vooral belangrijk voor het uitschakelen van het Duitse militaire spoorwegvervoer.
Vanaf het moment dat de bevrijding van Eindhoven een feit was werden de binnenlandse radionetten van de OD en van de Radiodienst van de Raad van Verzet uitgebreid. Nieuwe of gerepareerde zenders werden naar het noorden van Nederland getransporteerd. Daarnaast werden vanuit Engeland zenders boven bezet Nederland gedropt. De bediening van de radio zendontvangers vond plaats door radiotelegrafisten van de diverse verzetsorganisaties. Het waren meestal marconisten die voor de oorlog bij de KLM en de Koninklijke Rotterdamsche Lloyd hadden gewerkt. Alle binnenkomende gegevens bij het BI in Eindhoven werden door militaire koeriers naar de staf van het Britse 2e Leger, in Brussel gebracht. In Eindhoven was bij het BI de inlichtingendienst van het Canadese 1e Leger gehuisvest. De Canadezen verwerkten zelf de militaire berichten voor hun leger. Als gevolg van de gewijzigde situatie kregen de agenten die voor het BI, in bezet Nederland werkzaam waren, de opdracht om seinposten in te richten ten noorden van de IJssellinie om het Nederlands verzet te coördineren en van radioverbindingen te voorzien.

## Opleiding van de agenten
Zoals alle Engelandvaarders die in Londen aankwamen, werden de aspirant-agenten in de Royal Victoria Patriotic School door de Britse Security Service (MI-5) gescreend. Daarna volgde een verhoor bij een Nederlandse dienst; aanvankelijk bij de Centrale Inlichtingendienst (CID) en na de reorganisatie van deze dienst, in de loop van 1942, bij de Politie-Buitendienst (PBD). Na vrijgave door de MI-5 en de PBD verbleven de agenten tijdelijk op de Oranjehaven. De agenten die de agenten-opleiding volgden verbleven in Huize Anna, dat was ondergebracht in het Engelse buitenhuis Glenlea, in Dulwich. Kapitein Gijs de Jong was als verbindingsofficier verantwoordelijk voor de begeleiding van de aspirant-agenten.

### Staf Bureau Inlichtingen
De staf van het Bureau Inlichtingen bestond uit: majoor Somer (hoofd BI), kapitein Gijs de Jong (verbindingsofficier), Lydia de Jong-van den Broek (secretaresse), kapitein R.E. Sanders (administratie), mevrouw Robinson (archief), Vera Barber (telefoniste/typiste) en mevrouw Willar (Hoofd Huishoudelijke Dienst). De overige stafleden zoals: majoor H.G.Broekman, majoor C.Fock, majoor Charles van Houten en kapitein Leen Pot waren de verbindingsofficieren tussen het BI, de Nederlandse regering in Londen, het Bureau Bijzondere Opdrachten (BBO), de Britse Special Operations Executive (SOE) en de Britse Secret Intelligence Service (SIS).
De kaderleden tijdens de opleiding waren: captain Charles Seymour (chef Dutch section), commander D.W. Child (training agenten-opleiding), captain Dulling, eerste luitenant Dixon (liaison-officer) en eerste luitenant Henry Druce (para-instructeur).

### Opleiding radiotelegrafie
De aspirant-agenten die op de Politie Buitendienst voor het Bureau Inlichtingen werden geselecteerd, werden niet voor sabotagewerkzaamheden maar voor het bedrijven van spionage getraind. Na de algemene Secret Intelligence Service opleiding, die als basisopleiding van de BI-agenten kon worden beschouwd, volgde daarna de doorslaggevende test radiotelegrafie. Slechts dertig procent van de aspirant-agenten was in staat om de eerste en daaropvolgende seintests naar behoren te kunnen volbrengen. Bij deze tests speelde niet alleen de seinsnelheid, maar zeker ook het al dan niet vlot beheersen van de Engelse taal een grote rol. Het axioma van de seinsnelheid lag op 15-20 lettergrepen per minuut. In de praktijk betekende dat ongeveer drie letters per twee seconden. Voor de grote meerderheid van de aspirant-agenten was dit een groot struikelblok. Van de dertig procent geselecteerden viel vervolgens nogmaals zo’n twintig procent af als gevolg van gebleken tekortkomingen of andere problemen met de gestelde eisen.

### Parachutespringen
Zo eiste het parachutespringen vele slachtoffers. Agenten die voor het BI bestemd waren werden veelal ’s nachts, bij een bepaalde maanstand, boven bezet gebied geparachuteerd. Daarom moesten er tijdens de training drie sprongen bij daglicht en daarna één nachtelijke oefensprong worden gemaakt. Veel aspirant-agenten vielen bij de paratraining uit als gevolg van ongevallen. Ondanks het enthousiasme en de aanmoedigingen van para-instructeur Druce zorgde dit onderdeel van de opleiding voor veel tegenslag. Gaf de nachtsprong problemen, dan werd de aspirant-agent alsnog van de opleiding ontheven. De paratraining vond plaats op het oefenterrein bij Ringway Airport, het trainingsveld van de RAF in Manchester. Sommigen aspirant-agenten durfden op het kritieke moment van de oefening de sprong niet te wagen; anderen kwamen op het oefenterrein zo ongelukkig ten val dat ze naar het ziekenhuis moesten worden afgevoerd.

## Verbindingsmiddelen
De radiozendontvanger waarvan de radiotelegrafisten van het BI bij hun berichtenwisseling met het BI in Londen en Eindhoven gebruikmaakten was veelal de Kofferset A MK III (Marconi). De radiozendontvanger was niet veel groter dan een schrijfmachinekoffertje. De radioset was niet schokbestendig en raakte bij de landing menigmaal defect. Een zendkristal bepaalde de golflengte. De meeste radiotelegrafisten hadden meer dan een kristal bij zich zodat zij in staat waren om van golflengte te wisselen; twee kristallen voor de 40-meter band en twee voor de 80-meter band. Een nadeel was dat tijdens de uitzending het niet mogelijk was om van golflengte te veranderen. De zender was uit te peilen indien de agent ging zenden. Naast de radiozendontvanger hadden sommige agenten de beschikking over een Radio-Telefonie (RT) set. Met de RT-set was het mogelijk om radiotelefonisch contact te leggen met de operator van het BI in het verkenningsvliegtuig van de RAF dat op afgesproken tijden boven de Biesbosch, de Noordzee en later boven het Zuiden van bevrijd Nederland cirkelde. Indien gebruikgemaakt werd van de RT-set kon het radiocontact in "klare taal" plaatsvinden. Tijdens hun opleiding in Engeland was de agenten door hun instructeurs verteld dat de zenders niet waren uit te peilen. Tijdens hun werkzaamheden in bezet Nederland kwamen de agenten er in de praktijk achter dat zij tijdens hun opleiding hierover verkeerd waren voorgelicht.

## Agenten van het Bureau Inlichtingen

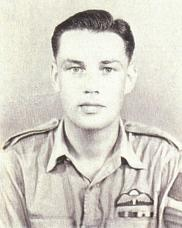
Bram Grisnigt

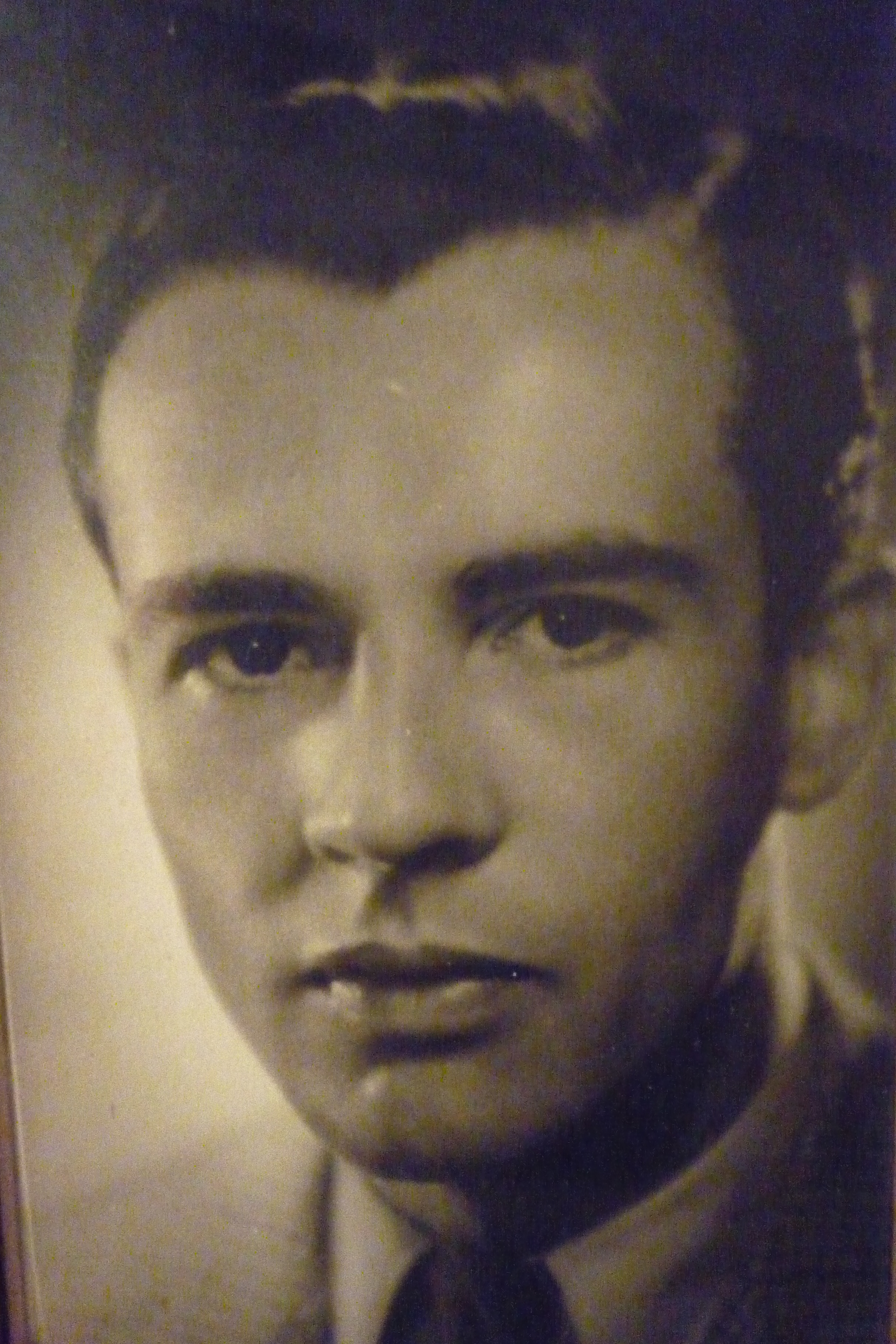
Otto Martin Wiedemann

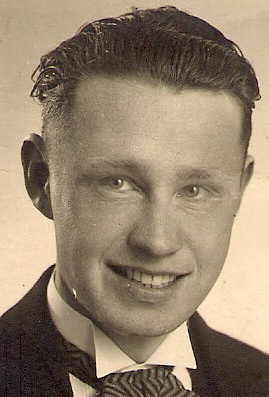
Ben Buunk

In de periode 11 maart 1943 - 12 april 1945 werden door het Bureau Inlichtingen vier en veertig agenten boven bezet Nederland geparachuteerd. Een agent Mooiweer werd tweemaal met een opdracht uitgezonden. Achttien agenten keerden na beëindiging van hun opdracht terug. Negen agenten werden gearresteerd; Van Alebeek, Van Borssum Buisman, Grisnigt, De Jonge, Letteboer, Mans, Sutherland, Visser en Wiedemann. Ze werden vrijgelaten en keerden na de bevrijding van Nederland terug. Zeventien agenten kwamen om het leven. Twee agenten kwamen om bij een ongeluk: Bergman en Janzen. Acht agenten werden gefusilleerd: Adriaansen, Buunk, Diesfeldt, Hoogewooning, Hooijer, Koopmans, Leus en Steen. Drie agenten sneuvelden tijdens een vuurgevecht: Van Bemmel, De Bloois en Hoekman. Een agent kwam om bij een bombardement van de Geallieerden: De Brauw. Drie agenten zijn in gevangenschap overleden: Mulder, Van der Stok en Van de Waal.

### Afwerpterreinen of pinpoints
In totaal werden 44 agenten gedropt tijdens 26 vluchten:
- Hooghalen (11-3-1943) De Jonge
- Assen (23-3-1943) Bergman en Gerbrands
- De Wijk (11-6-1943) d’Aulnis
- Mariënberg (23-6-1943) Van Borssum Buisman en Letteboer
- Grave (20-9-1943) Hoekman en Grisnigt
- Middenmeer (20-9-1943) Van der Stok en Wiedemann
- Malden (9-10-1943) Schreinemachers en Van Alebeek
- Grave (6-11-1943) Verhage en Diesfeldt
- Rijsbergen (11-1-1944) Steen en Adriaansen
- Rijsbergen (1-3-1944) Ausems en Van Loon
- Rijsbergen 11-4-1944) Faber en Leus
- Gorinchem (8-5-1944) Visser en Van de Waal
- Rijsbergen (8-5-1944) De Bloois
- Eindhoven (6-6-1944) Brandjes
- Deil/Meteren (6-6-1944) Dijckmeester en Karel Christiaan Mooiweer
- Laren (6-7-1944) Buunk en Hooijer
- Groot-Ammers (5-8-1944) Mans en Sutherland
- Doorn (8-8-1944) De Brauw en Smid
- De Wijk (2-9-1944) Van Rijsewijk
- Orvelte (6-10-1944) Kouwenhoven en Van Bemmel
- Dokkum (7-10-1944) Ensink en Koopmans
- Zwammerdam (31-12-1944) Hoogewoning en Mooiweer
- Vriezenveen (24-2-1945) Bouman
- Nieuwkoop (27-3-1945) Mulder
- Zuidbroek (4-4-1945) Weelinck en De Vries
- Loosdrechtse Plassen (12-4-1945) Janzen.

### Samenstelling zendgroepen
De Zendgroep Barbara verzorgde het radiocontact tussen de Ordedienst en het BI en de Nederlandse regering in Londen. De zendgroep was samengesteld uit de navolgende agenten;
Van Borssum Buisman (leider en organisator), de radiotelegrafisten; Van Alebeek, Grisnigt, Diesfeldt, Hoekman, Letteboer, Schreinemachers, Van der Stok, Wiedemann en Verhage.
De Zendgroep BI-Radiodienst verzorgde het radiocontact tussen de Raad van Verzet en het BI en de Nederlandse regering in Londen. De zendgroep werkte nauw samen met de Radiodienst van de Raad van Verzet. De zendgroep was samengesteld uit de navolgende agenten;
Steen (leider ein organisator). De organisatoren; Ausems en Faber. De radiotelegrafisten; Adriaansen, De Bloois, Leus en Van Loon.
De Zendgroep Vuurtoren verzorgde het radiocontact tussen de spionagegroep Albrecht, de Groep Packard en het BI en de Nederlandse regering in Londen. De zendgroep was samengesteld uit de navolgende agenten; Mans (leider en organisator). De radiotelegrafisten; Van Bemmel, Ensink, Sutherland, Koopmans en Kouwenhoven.
De Zendgroep Oost verzorgde het radiocontact tussen de spionagegroepen van de Raad van Verzet, het Inlichtingencentrum Oost, de daarmee samenwerkende verzetsgroepen in Overijssel en Twente en het BI en de Nederlandse regering in Londen. De agent Buunk legde de basis voor de zendgroep. De zendgroep was samengesteld uit lokale radiotelegrafisten die werkzaam waren voor de Radiodienst van de Raad van Verzet.

### De coördinatie van het Nederlands verzet
Koningin Wilhelmina (1880-1962), Prins Bernhard, en Minister president Pieter Sjoerds Gerbrandy en de leden van zijn Oorlogskabinet streefden naar een goede onderlinge samenwerking tussen de OD, de RVV en de LKP. Het bevorderen van deze eenheid was gewenst om het Nederlandse volk achter de eerste naoorlogse regering en de monarchie te doen staan. Het realiseren van deze doelstelling werd de coördinatie genoemd.
De eerste aanzet tot de coördinatie waren de zogenaamde 'Negentien punten van Gerbrandy'.
Aan het einde van 1943 waren Minister president Gerbrandy en de leden van zijn kabinet tot de conclusie gekomen dat het Nederlands verzet te verzuild was geraakt. Gerbrandy en zijn ministers hadden een aantal richtlijnen opgesteld om de coördinatie en de bundeling van het verzet te realiseren. De coördinatie van het Nederlands verzet zou vanaf september 1944 leiden tot de oprichting van de Binnenlandse Strijdkrachten (BS). In de BS werden de OD, RVV en de LKP geïntegreerd.
Diverse agenten van het BI werden als regeringsvertegenwoordiger met bijzondere volmachten naar bezet Nederland gezonden om de coördinatie van het Nederlands verzet te stimuleren en de banden met de voornaamste verzetsorganisaties aan te halen. De navolgende agenten werden met deze belangrijke taak belast: Van Borssum Buisman, Steen, Ausems, De Brauw en Dijckmeester.

## Overzicht van de agenten van het Bureau Inlichtingen
(In volgorde van paradatum met de aantekening dat de agent Mooiweer (nr. 26 en 39) twee opdrachten heeft uitgevoerd).
1. Hendrik Geert de Jonge (1916), paradatum:11-3-1943, pinpoint: Hooghalen, opdracht beëindigd: 8-11-1943 (In Frankrijk op terugreis gearresteerd, na bevrijding teruggekeerd).
2. Aernout Bergman (1919-1943), paradatum: 23-3-1943, pinpoint: Assen, (Op 23-3-1943, vliegtuig boven IJsselmeer neergehaald, om het leven gekomen).
3. Pieter Roelof Gerbrands, paradatum: 23-3-1943, pinpoint: Assen, opdracht beëindigd: 17-12-1943 (Na beëindiging opdracht, via Spanje, naar BI Londen teruggekeerd).
4. Pierre Louis d’Aulnis de Bourouill (1918), paradatum:11-6-1943, pinpoint: De Wijk, opdracht beëindigd: 5-5-1945, (Na bevrijding teruggemeld, BI Eindhoven).
5. Garrelt Andreas van Borssum Buisman (1915-1991), paradatum: 23-6-1943, pinpoint: Mariënberg, gearresteerd: 5-2-1944, (Tijdens transport naar gevangenis in Duitsland uit trein ontsnapt: 2-11-1944, na bevrijding teruggemeld BI Eindhoven).
6. Hendrik Letteboer (1916-2002), paradatum: 23-6-1943, pinpoint: Mariënberg, gearresteerd: 3-2-1944, (afgevoerd naar Rathenow-Heidefeld, Duitsland, na bevrijding teruggemeld BI Eindhoven).
7. Pieter Hoekman (1917-1943), paradatum: 20-9-1943, pinpoint: Grave, gesneuveld: 6-11-1943 (Keent).
8. Reijer Abraham Grisnigt (1923), paradatum: 20-9-1943, pinpoint: Grave, gearresteerd: 2-2-1944, (Naar Ravensbrück, Duitsland afgevoerd, in april 1945 bevrijd, na bevrijding teruggemeld BI Eindhoven).
9. Johan Paul van der Stok (1919-1945), paradatum: 20-9-1943, pinpoint: Middenmeer, gearresteerd: 2-2-1944, (Afgevoerd naar Mauthausen, Duitsland, in gevangenschap overleden).
10. Otto Martin Wiedemann (1915-2000), paradatum: 20-9-1943, pinpoint: Middenmeer, gearresteerd: 18-7-1944, (Na bevrijding teruggemeld bij BI Eindhoven).
11. Willem Jan Hubertus Schreinemachers (1910-1987), paradatum: 9-10-1943, pinpoint: Malden, opdracht beëindigd: 5-9-1944, (Na beëindiging opdracht via Zweden bij BI Londen teruggemeld).
12. Joseph Lodewijk Theodorus van Alebeek (1916-1990), paradatum: 9-10-1943, pinpoint: Malden, opdracht beëindigd: 9-10-1943, (Door omstandigheden voor BI niet actief gebleven, gearresteerd: 5-12-1944, na bevrijding teruggemeld bij BI Eindhoven).
13. Marinus Verhage (1924), paradatum: 6-11-1943, pinpoint: Grave, opdracht beëindigd: 19-9-1944, (Na beëindiging opdracht teruggemeld bij BI Eindhoven).
14. Jan Hendrik Diesfeldt (1918-1944), paradatum: 6-11-1943, pinpoint: Grave, gearresteerd: 12-7-1944, (Op 8-9-1944 op Fusilladeplaats Vught, Kamp Vught gefusilleerd).
15. Harm Steen (1916-1944), paradatum: 11-1-1944, pinpoint: Rijsbergen, gearresteerd: 2-3-1944, (Op 5-9-1944 op Fusilladeplaats Vught, Kamp Vught gefusilleerd).
16. Josephus Adriaansen (1919-1944), paradatum: 11-1-1944, pinpoint: Rijsbergen, gearresteerd: 14-7-1944, (Op 5-9-1944 op Fusilladeplaats Vught, Kamp Vught gefusilleerd).
17. Andreas Wilhelmus Maria Ausems (1904-1955), paradatum: 1-3-1944, pinpoint: Rijsbergen, (Na bevrijding teruggemeld bij BI Eindhoven).
18. Jacobus Eugène van Loon (1919), paradatum: 1-3-1944, pinpoint: Rijsbergen, opdracht beëindigd: 26-10-1944, (Na beëindiging opdracht teruggemeld BI Eindhoven).
19. Jan Faber (1917-2001), paradatum: 11-4-1944, pinpoint: Rijsbergen, (Na bevrijding teruggemeld BI Eindhoven).
20. Herman Leus (1917-1945), paradatum: 11-4-1944, pinpoint: Rijsbergen, gearresteerd: 17-12-1944, (Op 8-3-1945 bij “Woeste Hoeve” gefusilleerd).
21. Wijnandus Antonius Maria Visser (1916-2005), paradatum: 8-5-1944, pinpoint: Gorinchem, gearresteerd: 21-12-1944, vrijgelaten: 4-5-1945, (Na bevrijding teruggemeld BI Eindhoven).
22. Martien Willem van de Waal (1918-1945), paradatum: 8-5-1944, pinpoint: Gorinchem, gearresteerd: 9-5-1944, (Afgevoerd naar Kamp Sandbostel, Duitsland, 27-4-1945 in gevangenschap overleden).
23. Jan de Bloois (1916-1944), paradatum: 8-5-1944, pinpoint: Rijsbergen, (Op 31-12-1944 in Nederlangbroek gesneuveld).
24. Jacobus Johannes Brandjes (1922-2002), paradatum: 6-6-1944, pinpoint: Eindhoven, opdracht beëindigd: 5-10-1944, (Na bevrijding van Zuid-Nederland teruggemeld bij BI Eindhoven)
25. Frans Theodoor Dijckmeester (1917-2003), paradatum: 6-6-1944, pinpoint: Deil/Meteren, (Na bevrijding teruggemeld bij BI Eindhoven).
26. Karel Christiaan Mooiweer (1923-1971), paradatum: 6-6-1944, pinpoint: Deil/Meteren, opdracht beëindigd: 28-11-1944, (Na beëindiging opdracht teruggemeld BI Eindhoven, 1e opdracht).
27. Ben Buunk (1917-1945), paradatum: 6-7-1944, pinpoint: Laren, gearresteerd: 10-2-1945, (Op 4-4-1945 in Hattem gefusilleerd).
28. George Frans Hooijer (1924-1945), paradatum: 6-7-1944, pinpoint: Laren, gearresteerd: 1-12-1944, (Op 12-3-1945 als represaille te Rotterdam gefusilleerd).
29. Karel August Mans (1913-1981), paradatum: 5-8-1944, pinpoint: Groot-Ammers, gearresteerd: 10-11-1944, (Na arrestatie medewerking aan de vijand verleend, na bevrijding teruggemeld BI Eindhoven).
30. Martinus Adolph Cornelis Sutherland (1917-1982), paradatum: 5-8-1944, pinpoint: Groot-Ammers, gearresteerd: 11-11-1944, (Afgevoerd naar Neuengamme, Duitsland, na bevrijding teruggemeld BI Eindhoven).
31. Robert de Brauw (1915-1945), paradatum: 8-8-1944, pinpoint: Doorn, gearresteerd: 14-10-1944, (Afgevoerd naar Neuengamme, Duitsland, op 4-5-1945 bij bombardement op “Cap Arcona”, omgekomen).
32. Meint Adolf Smid (1921-1984), paradatum: 8-8-1944, pinpoint: Doorn, Na bevrijding teruggemeld BI Eindhoven).
33. Adam Andreas Marie van Rijsewijk (1919-2000), paradatum: 2-9-1944, pinpoint: De Wijk, (Na bevrijding teruggemeld BI Eindhoven).
34. Gerard Kouwenhoven (1920-2006), paradatum: 6-10-1944, pinpoint: Orvelte, ondergedoken: 10-11-1944, (Na bevrijding teruggemeld BI Eindhoven).
35. Cornelis Hendrik van Bemmel (1912-1945), paradatum: 6-10-1944, pinpoint: Orvelte, (Op 28-3-1945 in Assen gesneuveld).
36. Gerhardes Laurentius Ensink (1921-1996), paradatum: 7-10-1944, pinpoint: Dokkum, ondergedoken: 10-11-1944, (Na bevrijding teruggemeld BI Eindhoven).
37. Harmen Koopmans (1920-1945), paradatum: 7-10-1944, pinpoint: Dokkum, gearresteerd: 10-11-1944, (Op 8-3-1945 bij “Woeste Hoeve” gefusilleerd).
38. Frederik Johannes Hoogewooning (1923-1945), paradatum: 31-12-1944, pinpoint: Zwammerdam, gearresteerd: 27-2-1945, (Op 8-3-1945 op “Waalsdorpervlakte” gefusilleerd).
39. Karel Christiaan Mooiweer (1923-1971), paradatum: 31-12-1944, pinpoint: Zwammerdam, (Na de bevrijding teruggemeld BI Eindhoven, 2e opdracht).
40. Pieter Bouman (1924-1997), paradatum: 24-2-1945, pinpoint: Vriezeveen, (Na bevrijding teruggemeld BI Eindhoven).
41. Menco Rein Mulder (1923-1945), paradatum: 27-3-1945, pinpoint: Nieuwkoop, gearresteerd: in de nacht van 22-4 op 23-4-1945, (Op 23-4-1945 dood aangetroffen in de arrestantenkamer van de SD in Utrecht).
42. Harm Roelof Weelinck (1925-2010), paradatum: 4-4-1945, pinpoint: Zuidbroek, (Na bevrijding teruggemeld BI Eindhoven).
43. Willem Lambertus Harminus de Vries (1922-1948), paradatum: 4-4-1945, pinpoint: Zuidbroek, (Na bevrijding teruggemeld BI Eindhoven).
44. Edward Willem Janzen (1920-1945), paradatum: 12-4-1945, pinpoint: Loosdrechtse Plassen, (Bij landing op 12-4-1945 verongelukt).